# Lahnerleitenspitze
Die Lahnerleitenspitze ist ein 2027 m ü. A. hoher Berg in den Eisenerzer Alpen. Sie liegt an der Grenze zwischen den Gemeinden Wald am Schoberpaß und Radmer in der Obersteiermark.

## Routen
Mögliche markierte Anstiege sind:
- von Radmer an der Hasel über Seekaralm, Antonikreuz und Speikkogel
- von Wald am Schoberpaß über Brunnebenalm, Antonikreuz und Speikkogel
- von Vorwald über Aigelsbrunneralm und Leobner Törl

Als Gehzeit sind für alle drei Varianten etwa 3 Stunden einzuplanen. Alle Anstiege sind unschwierig.